# Severská kombinace na Zimních olympijských hrách 1992
V severské kombinaci na Zimních olympijských hrách 1992 v Albertville byly součástí olympijského programu dvě soutěže v severské kombinaci, kromě soutěže jednotlivců také soutěž tříčlenných družstev. Místem konání byl lyžařský stadion Les Saisies v nadmořské výšce 1604 m v obci Hauteluce a skokanský můstek Tremplin du Praz v Courchevel.
Závody se konaly ve dnech 11. února až 17. února 1992. Vítězem soutěže jednotlivců se stal francouzský sdruženář Fabrice Guy, v družstvech zvítězilo Japonsko. 

## Přehled medailí
| Pořadí | Země           | Zlato | Stříbro | Bronz | Celkově |
| ------ | -------------- | ----- | ------- | ----- | ------- |
| 1.     | Francie (FRA)  | 1     | 1       | 0     | 2       |
| 2.     | Japonsko (JPN) | 1     | 0       | 0     | 1       |
| 3.     | Norsko (NOR)   | 0     | 1       | 0     | 1       |
| 4.     | Rakousko (AUT) | 0     | 0       | 2     | 2       |
|        | Celkem         | 2     | 2       | 2     | 6       |

## Medailisté

### Muži
| Disciplína              | Zlato                                                     | Výkon     | Stříbro                                                              | Výkon     | Bronz                                                        | Výkon     |
| ----------------------- | --------------------------------------------------------- | --------- | -------------------------------------------------------------------- | --------- | ------------------------------------------------------------ | --------- |
| Jednotlivci (K95/15 km) | Fabrice Guy · Francie (FRA)                               | 44:28.1   | Sylvain Guillaume · Francie (FRA)                                    | 45:16.5   | Klaus Sulzenbacher · Rakousko (AUT)                          | 45:34.4   |
| Družstva (K95/3x10 km)  | Japonsko · Reiichi Mikata · Takanori Kono · Kenji Ogiwara | 1:23:36.5 | Norsko · Knut Tore Apeland · Fred Børre Lundberg · Trond Einar Elden | 1:25:02.9 | Rakousko · Klaus Ofner · Stefan Kreiner · Klaus Sulzenbacher | 1:25:16.6 |